# Clan Sōma

Il mon (emblema) del clan Sōma

Il clan Sōma (相馬氏?, Sōma-shi) fu un clan giapponese attivo nel periodo Sengoku nella provincia di Mutsu.

## Storia
Dichiarando di discendere da Taira Masakado, la famiglia Sōma fu politicamente rilevante dall'inizio del periodo Nanboku-chō, particolarmente come sostenitori di Ashikaga Takauji. Poiché furono molto vicini al primo shogun Ashikaga, divennero velocemente molto potenti, e durante il periodo Sengoku ebbero un ruolo rilevante nel sud della provincia di Mutsu, ai giorni nostri situata nel nord di Hamadōri.
Durante il periodo Sengoku si scontratrono frequentemente con il clan Date, forse ben 30 volte nel corso di 50 anni, a volte alleandosi con altri clan locali. Il loro ultimo conflitto si verificò nel 1589, e si concluse con la sconfitta dei Sōma per mano di Date Masamune. Tuttavia, l'avvento di Toyotomi Hideyoshi nel 1590 permise al clan di mantenere il loro status indipendente. Nel 1600 Sōma Yoshitane fu lento nel rispondere alla chiamata di Tokugawa Ieyasu per combattere le forze occidentali nella battaglia di Sekigahara, e come risultato furono privati del loro dominio. Tuttavia in occasione della nascita di Tokugawa Iemitsu nel 1604, i Sōma furono perdonati e reintegrati come daimyō. Gli fu assegnato l'han di Sōma-Nakamura da 60.000 koku nella provincia di Iwashiro, dove rimasero fino alla fine del periodo Edo.
Il primo daimyō del castello di Nakamura fu il figlio di Yoshitane, Sōma Toshitane.
Durante la guerra Boshin, il dominio di Sōma Tomotane fu tra i signatari del patto che formò il Ōuetsu Reppan Dōmei.
La discendenza del clan è ancora molto forte nella popolazione del suo antico dominio, ulteriormente rafforzato dal festival Sōma Nomaoi, che continua a far esistere i Sōma in modo informale, come molti altri clan giapponesi. L'erede del clan, Sōma Kazutane, 33° capo della famiglia, presiede ancora la festa, anche se suo figlio maggiore, Sōma Michitane, ha agito come Samurai Sōtaishō (comandante in capo) nel 2011. In questo festa sia religiosa che militare, centinaia di discendenti dei Sōma-hanshi (guerrieri del feudo Sōma), cavalcando in armatura, mostrano le loro abilità.

## Genealogia del clan Sōma
1. Sōma Morotsune (1143–1205)
2. Sōma Yoshitane (?-?)
3. Sōma Tanetsuna (?-?)
4. Sōma Tanemura (?-1270?)
5. Sōma Morotane (1263?–1294?)
6. Sōma Shigetane (1283?–1337)
7. Sōma Chikatane (?–1358)
8. Sōma Taneyori (1324–1371)
9. Sōma Noritane (?–1395)
10. Sōma Tanehiro (?-?)

1. Sōma Shigetane (?-?)
2. Sōma Takatane (1424–1492)
3. Sōma Moritane (1476–1521)
4. Sōma Akitane (1508–1549)
5. Sōma Moritane (1529–1601)
6. Sōma Yoshitane (1548–1635)

Daimyo del Dominio Sōma-Nakamura (periodo Tokugawa)
1. Sōma Toshitane (1581–1625), r. 1602–1625
2. Sōma Yoshitane (1619–1651), r. 1625–1651
3. Sōma Tadatane (1637–1673), r. 1652–1673

1. Sōma Sadatane (1659–1679), r. 1673–1679
2. Sōma Masatane (1661–1728), r. 1679–1701
3. Sōma Nobutane (1677–1711), r. 1701–1709
4. Sōma Takatane (1697–1772), r. 1709–1765
5. Sōma Morotane (1734–1791), r. 1765–1783
6. Sōma Yoshitane (1765–1816), r. 1783–1801
7. Sōma Muratane (1781–1839), r. 1801–1813
8. Sōma Masutane (1796–1845), r. 1813–1835
9. Sōma Mitsutane (1819–1887), r. 1835–1865
10. Sōma Tomotane (1852–1892), r. 1865–1871